# Neufmaison
Neufmaison è un comune francese di 59 abitanti situato nel dipartimento delle Ardenne nella regione del Grand Est.

## Società

### Evoluzione demografica
Abitanti censiti